# Pfarrkirche Franzensdorf

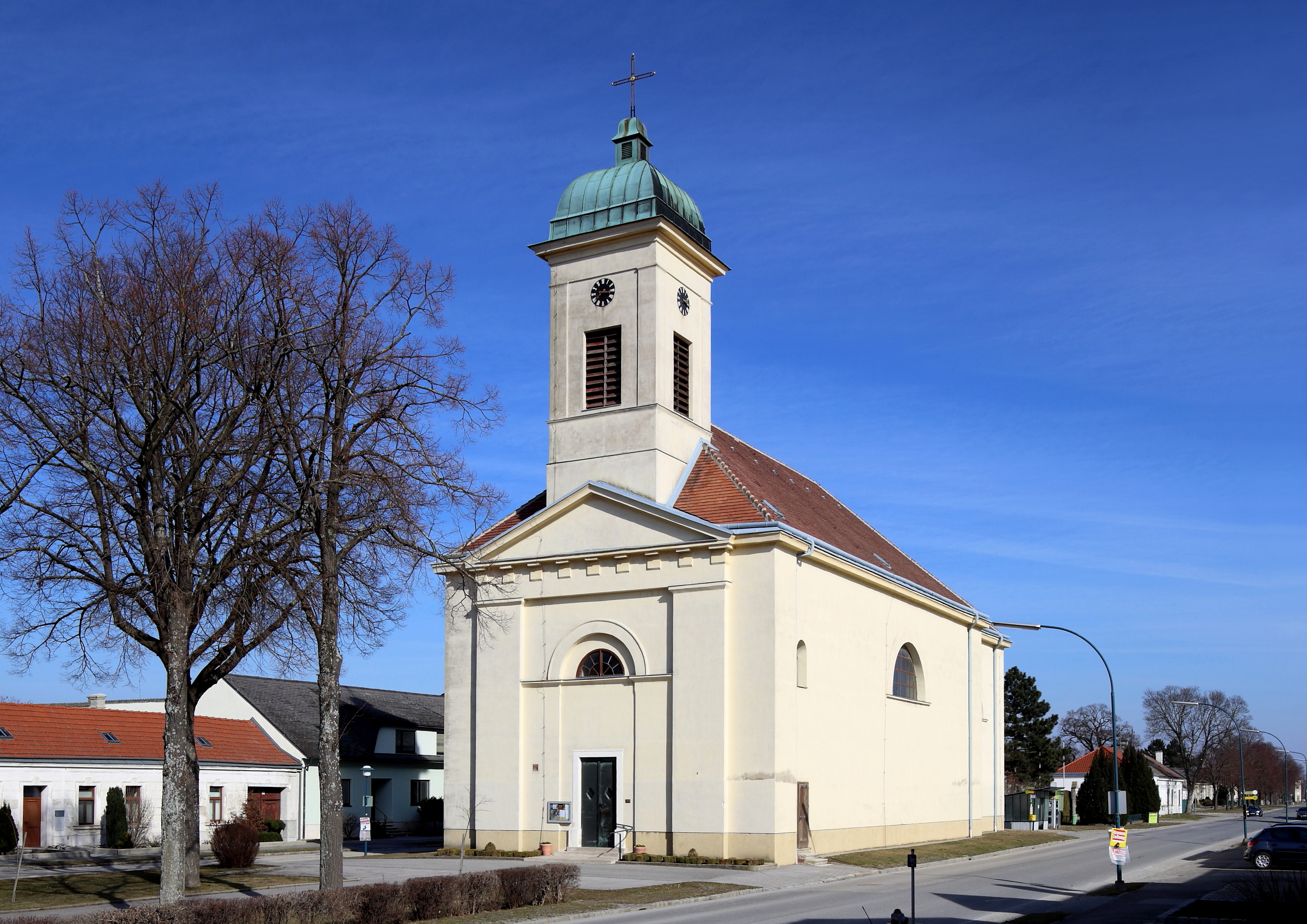
Pfarrkirche hl. Josef in Franzensdorf

Die römisch-katholische Pfarrkirche Franzensdorf steht in der Ortschaft Franzensdorf in der Gemeinde Groß-Enzersdorf im Bezirk Gänserndorf in Niederösterreich. Sie ist dem heiligen Josef geweiht und liegt im Dekanat Marchfeld im Vikariat Unter dem Manhartsberg der Erzdiözese Wien. Das Bauwerk steht unter Denkmalschutz (Listeneintrag).

## Lagebeschreibung
Die Kirche ist weithin sichtbar und steht in der Ortschaft Franzensdorf.

## Geschichte
Die Pfarre Franzensdorf wurde urkundlich 1784 gegründet. Die Kirche wurde im Jahr 1842 errichtet.

## Architektur

### Kirchenäußeres
Die Kirche ist ein spätklassizistischer Bau, mit mächtigem Langhaus und dominierender Westfassade. Diese ist durch Pilaster und ein Konsolenfries gegliedert. Darüber befindet sich ein Dreiecksgiebel mit Fassadenturm und Biedermeierhelm. Über dem Westportal befindet sich ein Lünettenfenster.
Das Langhaus ist langgezogen, der Chor etwas eingezogen. Chor und Langhaus weisen Lünettenfenster auf. An den Chor schließt ostseitig ein Sakristeianbau an.

### Kircheninneres
Im Langhaus befindet sich zwischen zwei breiten platzgewölbten Jochen eine Flachkuppel. Das Langhaus ist durch stuckierte Gurtbögen gegliedert. Unterhalb des Gewölbes verläuft ein leicht verkröpftes umlaufendes Gesims. Der quadratische Chor ist eingezogen und platzlgewölbt. Der Chor schließt gerade ab.

## Ausstattung
Der Hochaltar ist ein spätklassizistischer Säulenaltar. Das Altarbild zeigt die Heilige Familie. Es wurde 1842 von Leopold Kupelwieser gemalt. Die Seitenfiguren stellen die Heiligen Petrus und Paulus dar. Sie wurden Mitte des 18. Jahrhunderts geschaffen.
Der Seitenaltar ist schlicht gehalten. Das Altarblatt von Leopold Kupelwieser zeigt „Christus am Ölberg“. Die spätklassizistische Kanzel vom Anfang des 19. Jahrhunderts ist schlicht gehalten. Das Bild des heiligen Martin wurde von Leopold Kupelwieser gemalt, das Bild der Heiligen Familie von Anton Raphael Mengs. Eventuell handelt es sich bei zweiterem um eine Kopie. Die Kreuzwegbilder entstanden Mitte des 19. Jahrhunderts, der barocke Taufstein Ende des 17. Jahrhunderts.

## Orgel
Die Orgel ist klassizistisch und wurde 1844 von Josef Loyp umgebaut.